# America Olivo
Ameríca Athene Olivo (5 de janeiro de 1978) é uma atriz e cantora nascida em Los Angeles, com cidadania americana, canadense e italiana, mais conhecida por integrar a banda Soluna. Filha de Danica d'Hondt que foi Miss Canadá 1959 e Nello Olivo. Ela também é conhecida por estrelar recentemente o novo musical da Broadway Spider-Man: Turn Off the Dark. É casada com o ator Christian Campbell.

## Música e modelagem
Pouco depois de conquistar o seu título de bacharel pela Juilliard School em Nova York, Olivo retornou a sua terra natal de Los Angeles, onde ela formou a banda Soluna com Aurora Rodrigues, T Lopez, e Jessica Castellanos.
Com base em sua experiência de palco, e sucessos de gravação, a United Paramount Network fez um acordo com a banda Soluna para desenvolver um sitcom baseado em suas vidas como uma banda. Em abril de 2004 foi filmado o episódio piloto da série que foi para o ar na United Paramount Network. Mas, depois da gravação do episódio, a emissora não deu continuidade à série.
Olivo apareceu na capa da edição de junho de 2009 na revista Playboy. Ela aparece em sete fotos totalmente nua, produzidas pelo fotógrafo de moda Terry Richardson.

## Filmografia
- Warehouse 13 (2012) interpretou Rebecca Carson
- Maniac (2012) (2012) interpretou Frank's Mother
- No One Lives (2012) interpretou Tamara
- Conception (2011) interpretou Gina
- NCIS: Los Angeles (2011) interpretou  Eva Espinoza (1 episódio)
- Law & Order: Criminal Intent (2011) interpretou Nikki Vansen (1 episódio)
- Love Shack (2010) interpretou Fifi LeBeaux
- Circle (2010) interpretou Britt
- Peas in a Pod (2010) interpretou  Debra
- The Last Resort (2009) interpretou Sophia
- Neighbor (2009) interpretou The Girl
- Transformers: Revenge of the Fallen (2009) interpretou Frisbee Girl
- Bitch Slap (2009) interpretou Camero
- Friday the 13th (2009) interpretou Amanda
- Represent (2009) interpretou Chloe
- The Thirst: Blood War (2008) interpretou Amelia
- Iron Man (2008) interpretou Dubai Beauty #1 (Não-creditada)
- General Hospital (2008) interpretou Marianna (5 episódios)
- House MD (2005-2006) interpretou Ingrid (2 episodes)
- How I Met Your Mother (2006) interpretou Beautiful Woman (1 episódio)
- Jake in Progress (2006) interpretou Woman (1 episódio)
- Cuts (2005) interpretou Woman (1 episódio)
- The Soluna Project (2004) interpretou  Alex (TV movie)
- HotPop (2003) interpretou Musical Guest (1 episódio)
- Livin' Large (2002) interpretou  Musical Guest- Soluna (1 episódio)
- The Late Late Show with Craig Kilborn (2002) interpretou  Musical Guest (1 episódio)